# Ufficio municipale dei trasporti di Kobe

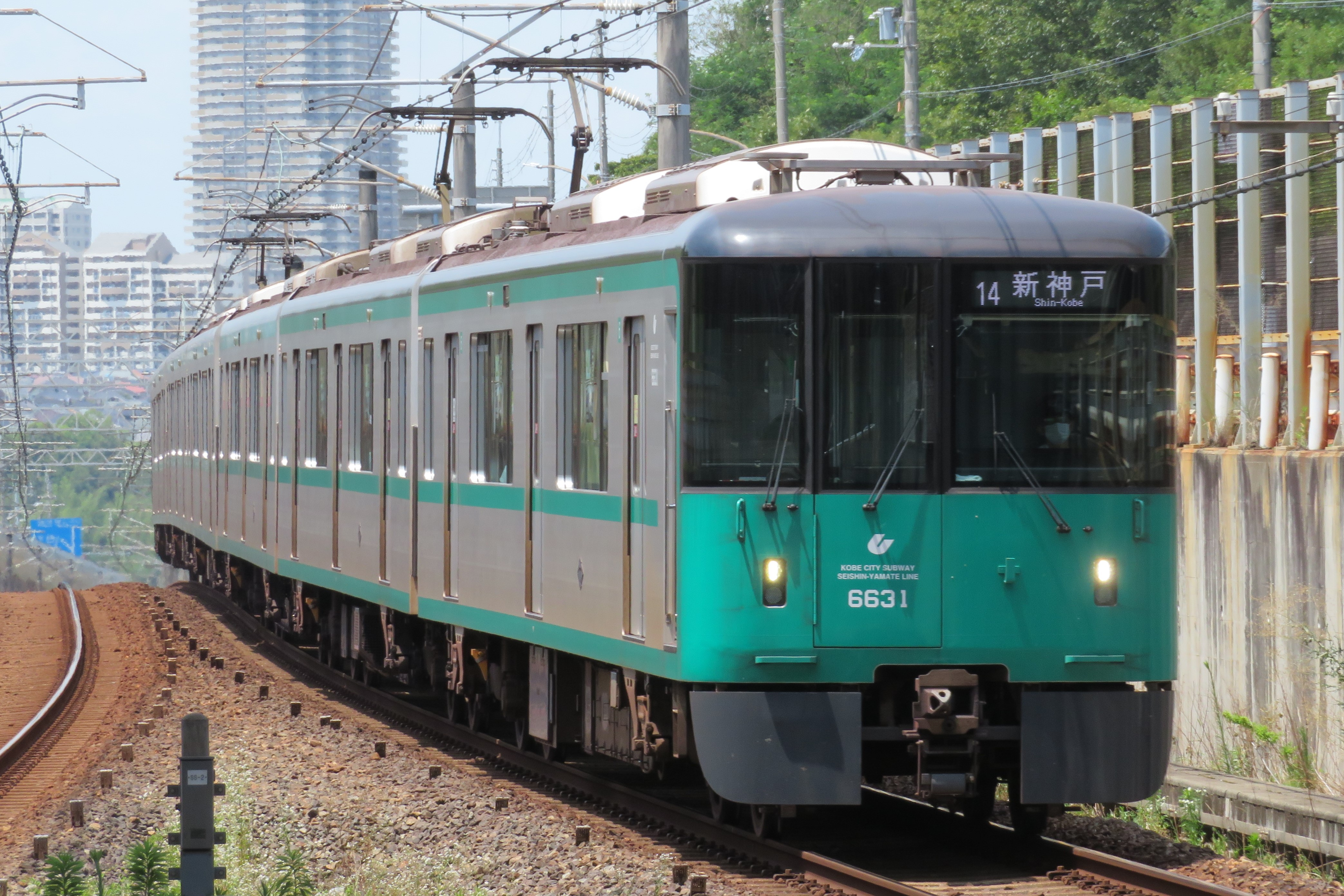
Metropolitana di Kōbe

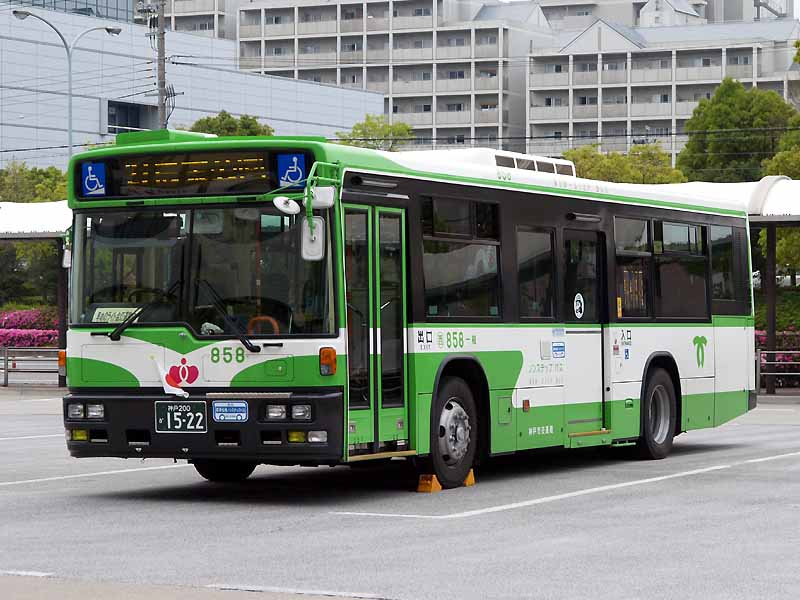
Autobus urbano di Kobe

L'Ufficio municipale dei trasporti di Kōbe (神戸市交通局?, Nagoya-shi Kōtsūkyoku) è una delle imprese pubbliche locali che gestisce attività di trasporto pubblico nella città di Kōbe, nella prefettura di Hyōgo. Gestisce metropolitane e autobus di linea. In passato gestiva anche tram (Kobe City Tram), funivie e autobus turistici. In quanto agenzia governativa regionale, la sua sede è presso il municipio di Kobe.

## Storia
L'azienda acquisì la Kobe Electric, che si occupava di binari (tram) e di produzione e distribuzione di energia elettrica nella città di Kobe, e si costituì come Kobe City Electricity Bureau, avviando il servizio di elettrotreni municipali che aprì con quattro linee per 12,3 km. In seguito, per integrare il servizio tranviario, nel settembre 1930, iniziò il servizio di autobus municipali su un percorso di 15,1 km tra la stazione di Suma e Nada Sakuraguchi. Nel 1939 l'attività di produzione di energia fu trasferita a Nippon Hatsuden e l'attività di distribuzione dell'energia a Kansai Electric Distribution. Nel maggio 1942 cambiò nome e divenne l'Ufficio municipale dei trasporti di Kōbe.
Nell'ottobre 1952 entra in vigore la legge sulle imprese pubbliche locali e l'azienda viene costituita come impresa pubblica. Successivamente, le linee di autobus sono state accorpate e i tram sono stati aboliti. Nel 1955, apre una linea di funivia che consente l'accesso al Monte Maya. Nel 1971 iniziò la costruzione della metropolitana con la prima linea Seishin-Yamate, che sarebbe stata inaugurata sei anni dopo. Nel 1983, viene inaugurata la linea Yamate e quattro anni dopo fu inaugurata la linea Seishin-Enshin. Nel 1977, la gestione della funivia Maya viene affidata alla Fondazione per lo sviluppo urbano della città di Kobe. Nel 1995, a seguito del grande Terremoto Hanshin-Awaji la metropolitana fu temporaneamente chiusa. Il 7 luglio 2001, viene inaugurata la linea Kaigan. Il 1° giugno 2020 la linea Hokushin viene trasferita dalla ferrovia elettrica Hokushin Kyuko all'Ufficio municipale dei trasporti di Kōbe diventando parte della metropolitana di Kōbe.

## Trasporti
Attualmente operativo
L'Ufficio municipale dei trasporti di Kobe è responsabile della gestione di:
- Metropolitana di Kōbe
  - Linea Seishin-Yamate
  - Linea Kaigan
  - Linea Hokushin
- Autobus urbano di Kobe (神戸市バス?, Kōbe-shi basu)

Interrotto
- Tram di Kobe[1]
- Funivia Maya